# Kolinec
Kolinec är en köping i Tjeckien.   Den ligger i distriktet Okres Klatovy och regionen Plzeň, i den västra delen av landet, 110 km sydväst om huvudstaden Prag. Kolinec ligger 536 meter över havet och antalet invånare är 1 388.
Terrängen runt Kolinec är kuperad åt sydväst, men åt nordost är den platt. Runt Kolinec är det ganska glesbefolkat, med 24 invånare per kvadratkilometer. Närmaste större samhälle är Sušice, 9,6 km sydost om Kolinec. I omgivningarna runt Kolinec växer i huvudsak blandskog.